# Wheaton (Wisconsin)
Wheaton – miasto w Stanach Zjednoczonych, w stanie Wisconsin, w hrabstwie Chippewa.